# Ennis Whatley
Ennis Whatley (né le 11 août 1962 à Birmingham, Alabama) est un ancien joueur professionnel américain de basket-ball ayant évolué au poste de meneur.
Après avoir passé sa carrière universitaire au Crimson Tide de l'Alabama, il a été drafté en 13e position par les Kings de Kansas City lors de la Draft 1983 de la NBA.